# Soundtrack to a Revolution
Soundtrack to a Revolution é o quinto e último álbum de estúdio da banda The Insyderz, lançado a 11 de Novembro de 2003. 

## Faixas
Todas as faixas por The Insyderz e Joe Yerke, exceto onde anotado.
1. "Soundtrack to a Revolution" - 3:02
2. "Call to Arms" - 3:49
3. "Testimony" (Insyderz, Nunley, Yerke) - 2:45
4. "Another Sleepless Night" (Cagno, Insyderz, Yerke) - 3:21
5. "God Almighty" - 2:43
6. "Seeing Voices" - 3:00
7. "Chosen Few" - 3:00
8. "Better Half" - 2:47
9. "The Shootout" - 3:37
10. "Shame on Me" - 3:41

## Créditos
- Joe Yerke - Vocal
- Al Brown - Corneta
- Beau McCarthy - Baixo
- Bram Roberts - Trompete
- Mike Rowland - Trombone
- Nate Sjogren - Bateria, vocal
- Kyle Wasil - Guitarra